# تاريخ السودان (كتاب)
تاريخ السودان كتاب كتبه عبد الرحمن بن عبد الله بن عمران بن عامر السعدي باللغة العربية حوالي 1655م، ويعتبر هذا الكتاب المصدر الأساسي الوحيد لتاريخ سلطنة سونغاي.
المؤلف، عبد السعدي، ولد في 28 أيار / مايو 1594, وتوفي في تاريخ غير معروف في وقت ما بعد  1655-1656. قضى عبد السعدي معظم حياته عاملاً لصالح  إدارة شعب الأرما المغربي، بدايةً في إدارة مدينة جني في مالي حالياً وفي منطقة ماسينا في دلتا النيجر الداخلية. في عام 1646 أصبح رئيس وزراء إدارة أرما في مدينة تمبكتو.
الأقسام الأولى لهذا الكتاب مكرسة لتاريخ مختصر لسلالات سونغاي السابقة من إمبراطورية مالي ومن الطوارق وكذلك تراجم العلماء في كل من تمبكتو وجيني. الجزء الرئيسي من الكتاب يغطي تاريخ سونغاي من منتصف القرن 15 حتى الغزو المغربي في 1591، ثم تاريخ تمبكتو تحت الحكم المغربي حتى  1655. لا يذكر السعدي مصادره إلا نادراً. حيث أن الكثير من المعلومات عن الفترات السابقة مأخوذه من التراث الشفوي. إلا المعلومات والأحداث التي عاصرها هو.

## طالع أيضًا
- سجلات تمبكتو

## وصلات خارجية
- كتاب تاريخ السودان؛ للمؤلف عبد الرحمان السعدي، سنة 1655.